# Tølløse Kommune
Tølløse Kommune i Vestsjællands Amt blev dannet ved kommunalreformen i 1970. Ved strukturreformen i 2007 blev den indlemmet i Holbæk Kommune sammen med Jernløse Kommune, Svinninge Kommune og Tornved Kommune.

## Tidligere kommuner
Tølløse Kommune blev dannet inden kommunalreformen ved frivillig sammenlægning af 4 sognekommuner:
| Kommune            | Folketal september 1965 | Byer             |
| ------------------ | ----------------------- | ---------------- |
| Soderup-Eskilstrup | 2.130                   | Kirke Eskilstrup |
| Store Tåstrup      | 1.626                   | Store Merløse    |
| Tølløse            | 2.795                   | Tølløse          |
| Ugerløse           | 1.177                   | Ugerløse         |
| I alt              | 7.728                   |                  |

## Sogne
Tølløse Kommune bestod af følgende sogne, alle fra Merløse Herred:
- Kirke Eskilstrup Sogn
- Soderup Sogn
- Store Tåstrup Sogn
- Tølløse Sogn
- Ugerløse Sogn

## Borgmestre[2]
| Navn              | Parti             | Periode   |
| ----------------- | ----------------- | --------- |
| Wolmer Olsen      | Radikale Venstre  | 1970-1975 |
| Hans Kryer Sandal | Socialdemokratiet | 1975-1978 |
| Christian Nielsen | Venstre           | 1978-1998 |
| Poul Erik Jensen  | Radikale Venstre  | 1998-2006 |